# Hibiscus ovalifolius
Hibiscus ovalifolius är en malvaväxtart som först beskrevs av Peter Forsskål, och fick sitt nu gällande namn av Vahl. Hibiscus ovalifolius ingår i Hibiskussläktet som ingår i familjen malvaväxter. Inga underarter finns listade i Catalogue of Life.

## Bildgalleri

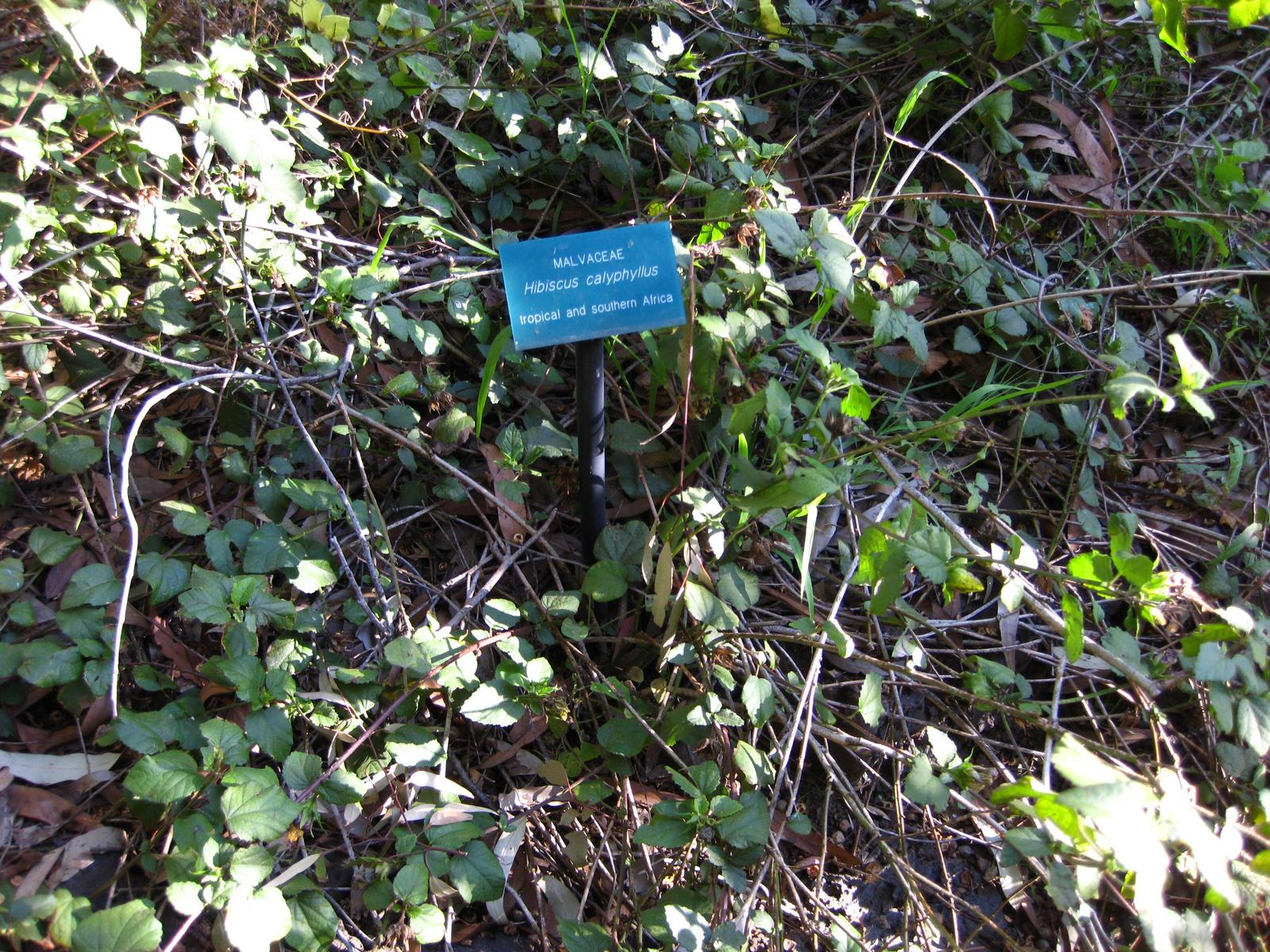
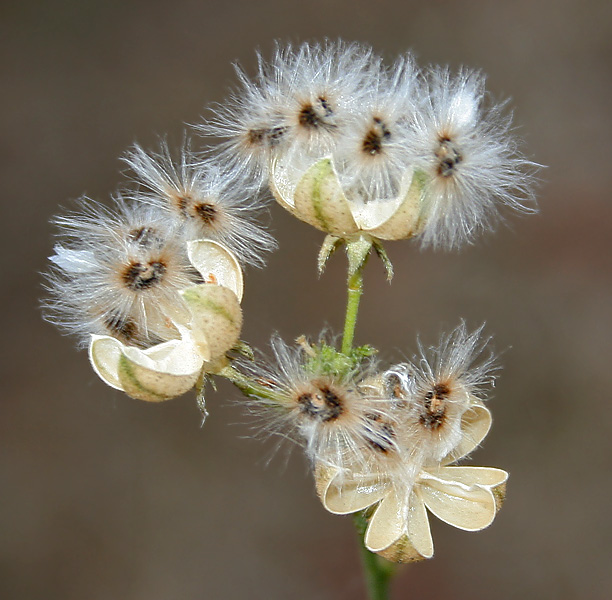
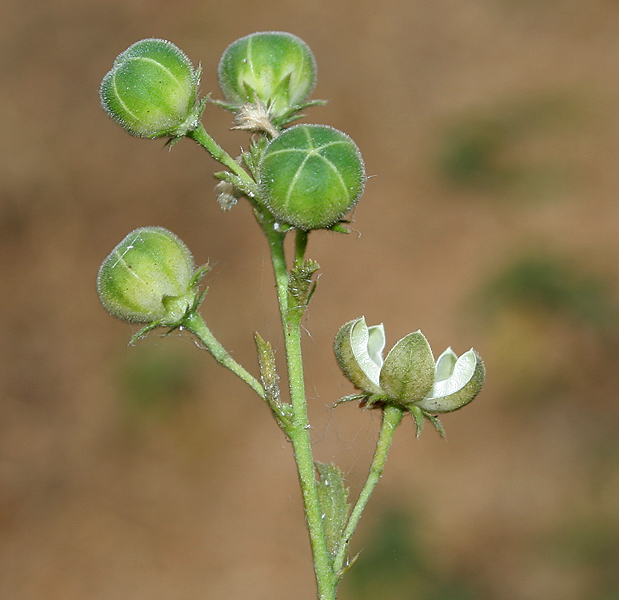
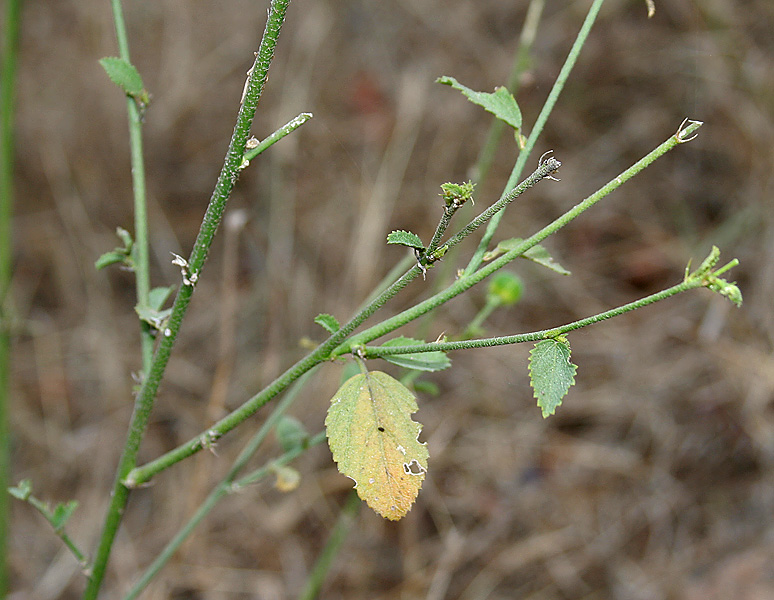
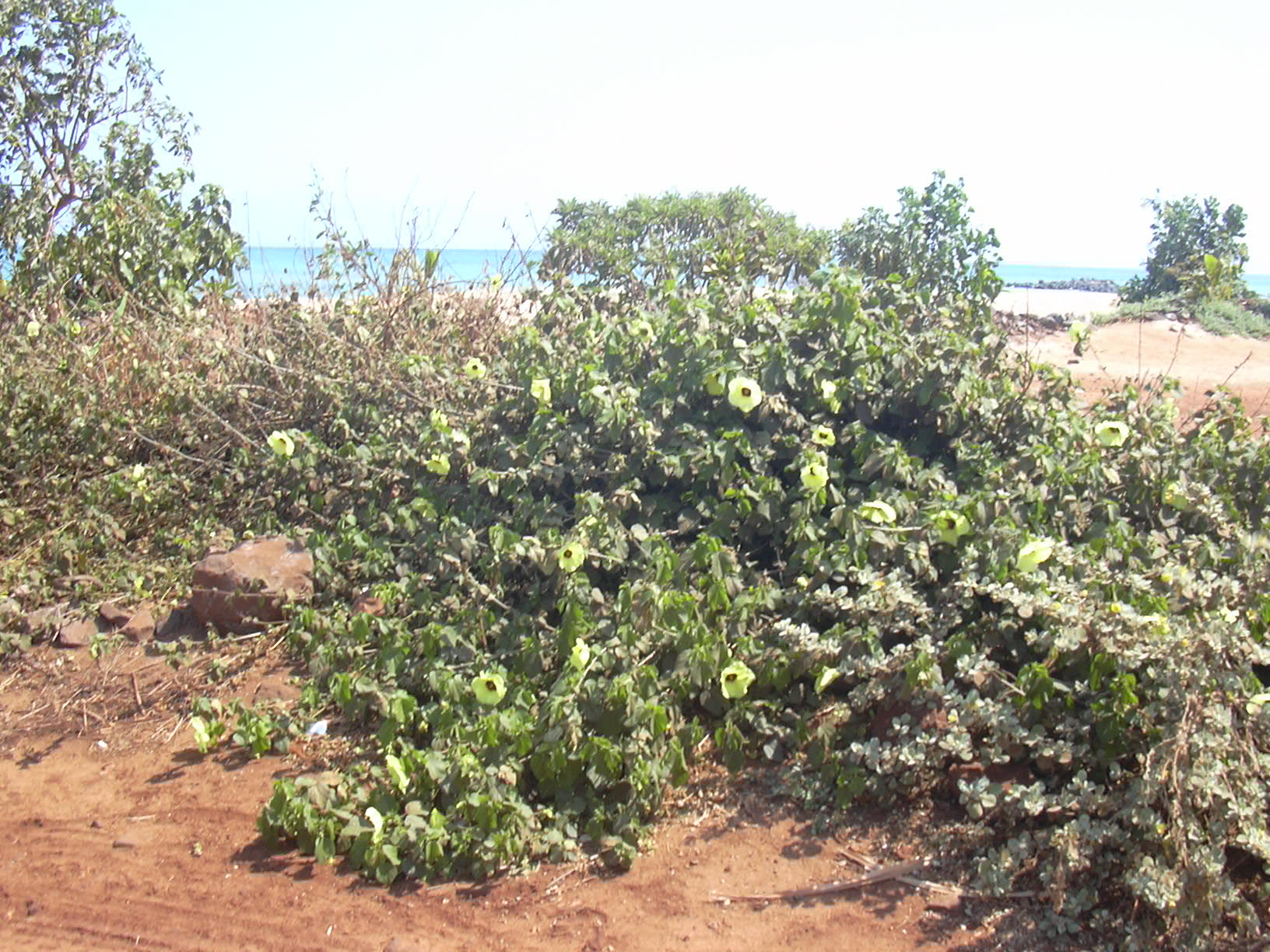
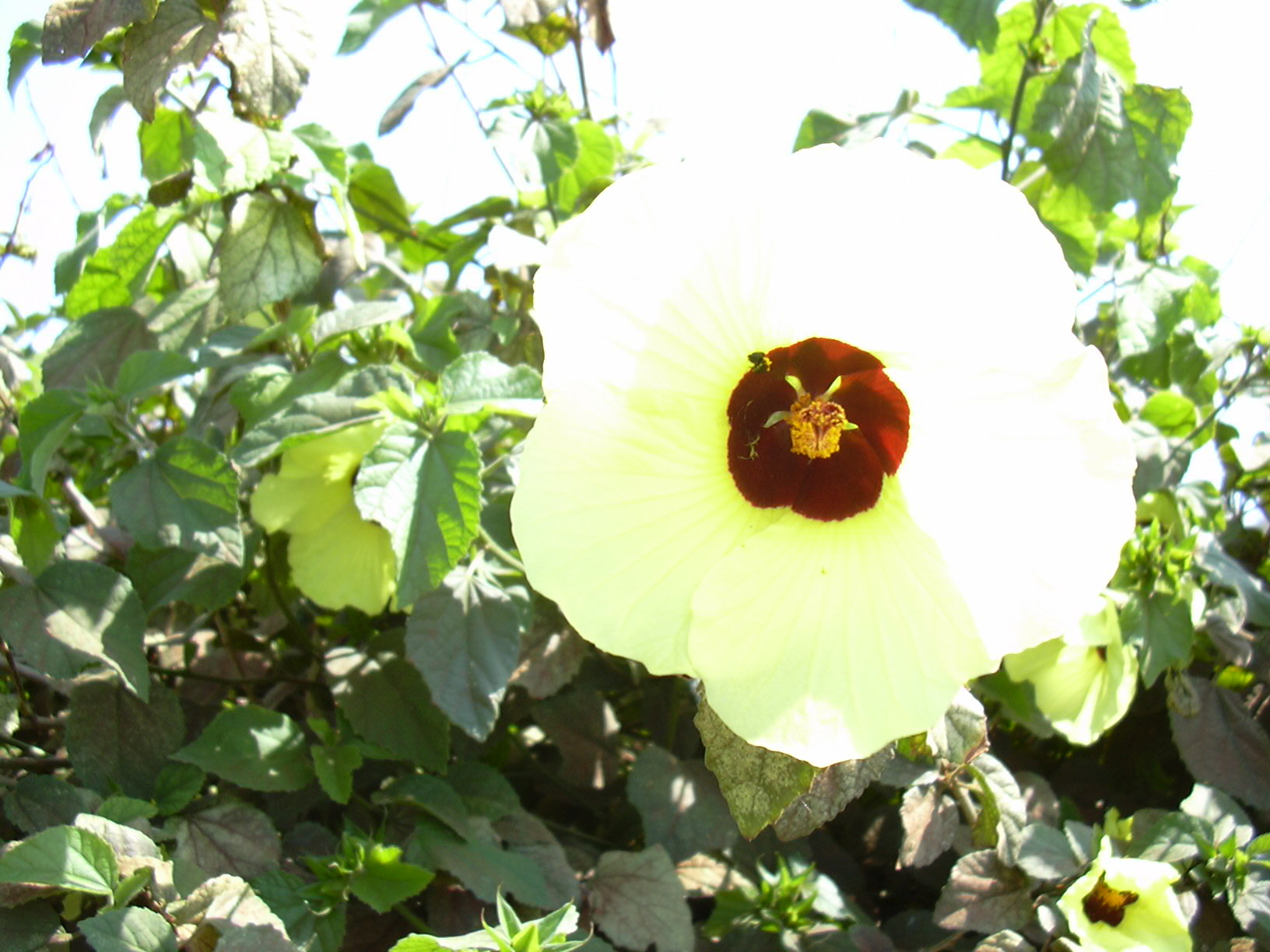